# 圣沙芒
圣沙芒（法語：Saint-Chamant，法語發音：[sɛ̃ ʃamɑ̃]）是法国科雷兹省的一个市镇，位于该省南部，属于蒂勒区。

## 地理
圣沙芒（45°7'34"N, 1°53'44"E）面积14.05 平方千米，位于法国新阿基坦大区科雷兹省，该省份为法国中南部省份，北起上维埃纳省和克勒兹省，西接多爾多涅省，南至洛特省，东临多姆山省和康塔爾省。
与圣沙芒接壤的市镇（或旧市镇、城区）包括：阿尔比萨克、福尔热、讷维尔、圣博内埃尔韦尔、多尔多涅河畔阿让塔。

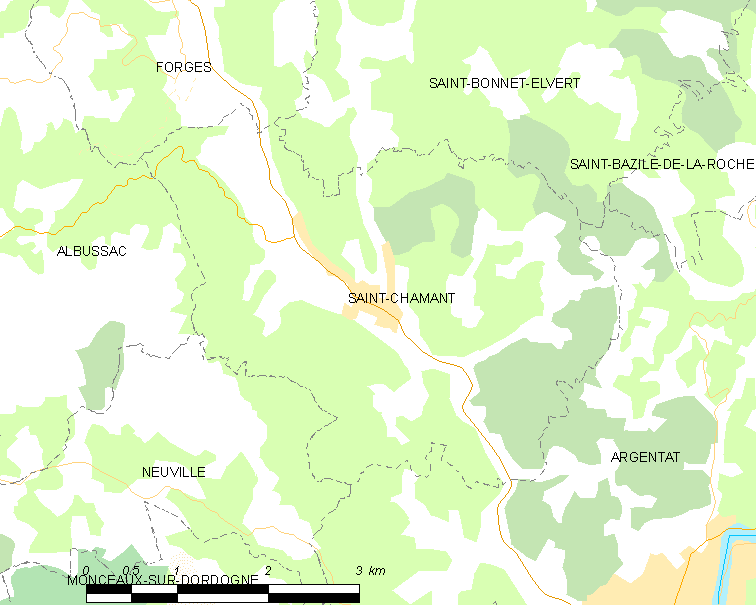
圣沙芒的OSM定位图

圣沙芒的时区为UTC+01:00、UTC+02:00（夏令时）。

## 行政
圣沙芒的邮政编码为19380，INSEE市镇编码为19192。

## 政治
圣沙芒所属的省级选区为多尔多涅河畔阿让塔县。

## 人口

1962-2008年间圣沙芒人口变化图示

圣沙芒于2022年1月1日时的人口数量为480人。